# امونات (ویرجینیا)
امونات، ویرجینیا (به انگلیسی: Amonate, Virginia) یک منطقهٔ مسکونی در ایالات متحده آمریکا است که در ویرجینیا واقع شده‌است.

## خصوصیات
امونات ۵۲۹٫۱۴ متر بالاتر از سطح دریا واقع شده‌است.